# De Doortocht (Zoetermeer)
De Doortocht is een rooms-katholiek kerkgebouw in de wijk De Leyens in de Nederlandse stad Zoetermeer, een wijk waar aanvankelijk geen katholieke kerk gepland was maar die er toch gekomen is vanwege de groei van Zoetermeer waarmee ook later in andere wijken kleinschalige kerkgebouwen zijn gebouwd. De kerk met 250-300 zitplaatsen is ontworpen door de architecten J.F. van Vliet en Ph. Herpertz. Zij ontwierpen in 1973 een soortgelijk kerkgebouw in Leidschendam, de Gedachteniskerk Paus Johannes XXIII. De Doortocht werd in een weiland gebouwd als een van de eerste gebouwen in de wijk. De ingebruikname was op 14 december 1975 toen de kerk werd ingewijd door de bisschop van Rotterdam, mgr. dr. A.J. Simonis.
Luidklok
De luidklok van de kerk dateert van rond 1768 en is afkomstig van een schuurkerk (ook wel ‘kerckhuysinge’ genoemd) uit die tijd; de kerk van Crooneveen aan de Voorweg 190 (tussen Zoetermeer en Leidschendam/Wilsveen alwaar nu de N469 de Voorweg kruist). Omdat katholieken destijds hun godsdienst niet in het openbaar mochten belijden weken ze uit naar dergelijke schuilkerken.
Oorkonde
In de in augustus 1975 gelegde eerste steen van De Doortocht is een oorkonde verwerkt met de tekst:
In het jaar des Heren 1975 op zondag 10 augustus, werd de eerste steen gelegd van dit kerkgebouw, de "Doortocht". De parochie van de H. Nicolaas heeft haar geloof in de toekomst willen belijden door de bouw van deze sobere ruimte. Als deze oorkonde wordt gelezen zullen de namen vergeten zijn van hen die hier ondertekenen. Mogen er dan anderen zijn om onze Doortocht voort te zetten.
De koperen plaat op de eerste steen bevat het opschrift:
want wij hebben hier geen blijvende stad, maar zijn op zoek naar de stad van de toekomst (Heb.13,14).
Naam
De naam van de kerk refereert aan het Tweede Vaticaans Concilie waar de kerk beschreven werd als Gods volk onderweg. Bovendien ligt de kerk aan een oude, al eeuwen bestaande en in de wijk gehandhaafde, poldersloot of 'tocht'.
Pastores met een specifieke zending voor De Doortocht waren father Chr. Cook, pater J.P. Hoogma s.j., dr. C.T.M. van Vliet en Huub L.J. Spaan. Daarnaast waren en zijn de pastores van de Zoetermeerse H. Nicolaasparochie verantwoordelijk voor de pastoraal in De Doortocht.
Broekweg = Kerkenweg
De Doortocht ligt aan de eeuwenoude Broekweg. Aan deze weg die het stadshart van Zoetermeer verbindt met het recreatiegebied rond de Zoetermeerse Plas en de Noord Aa staan meerdere kerkgebouwen. Dit zijn de Vredekerk van de Gereformeerde gemeente, de Olijftak van de PKN (inmiddels gesloten), De Lichtzijde van de samenwerkingsgemeente De Lichtzijde, een samenvoeging van de Christelijke Gereformeerde en de Nederlands Gereformeerde Kerken van Zoetermeer, in het Wijkgebouw De Leyens de Menorah van de Evangelie gemeente en dan nog De Silo van de Christengemeente Harvest regio Zoetermeer.